# 西蒙·普勞夫

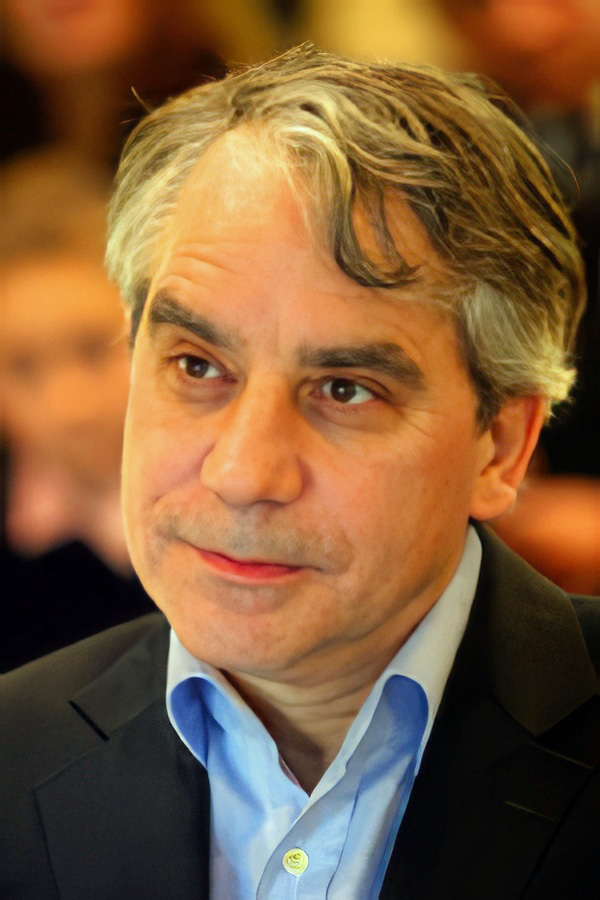
Simon Plouffe

西蒙·普勞夫（Simon Plouffe，1956年6月11日—）是出生於魁北克數學家。1995年他發表了一個用二進位計算圓周率的演算法就是著名的貝利-波爾溫-普勞夫公式。2022年他發表的另一個公式，可以十進位的方式，計算圓周率的第n位數字。
他和尼爾·斯洛恩定義了超級階乘，亦是《整數數列百科全書》（後來的整數數列線上大全）的共同作者之一。1975 年，普勞夫曾經成功地背誦4096位數字打破了記憶π數字的世界紀錄，這項世界記錄 一直持續到 1977 年。

## 外部連結
- 普勞夫的首頁 （页面存档备份，存于）(英文、法文)